# Goiás (město)
Goiás je brazilské město ve stejnojmenném spolkovém státě Goiás. Rozkládá se v hornatém terénu pohoří Serra Dourada. Historické centrum města, s mnoha zachovalými budovami portugalské barokní architektury, je od roku 2001 zapsáno na seznamu světového kulturního dědictví UNESCO. V roce 2015 zde žilo více než 24 tisíc osob.
Historické centrum se rozkládá na obou březích řeky Vermelho (přítok Araguaiy). Zatímco levý břeh je zastavěn převážně obytnými domy lidového charakteru, na pravém břehu se nachází několik kostelů, kasárny, hlavní náměstí s trhem, guvernérský palác a obytné domy reprezentativnějšího charakteru. Městský urbanismus a uspořádání je příkladem přirozeného organického rozvoje hornického města, který se přizpůsoboval topologickým podmínkám lokality.

## Fotogalerie

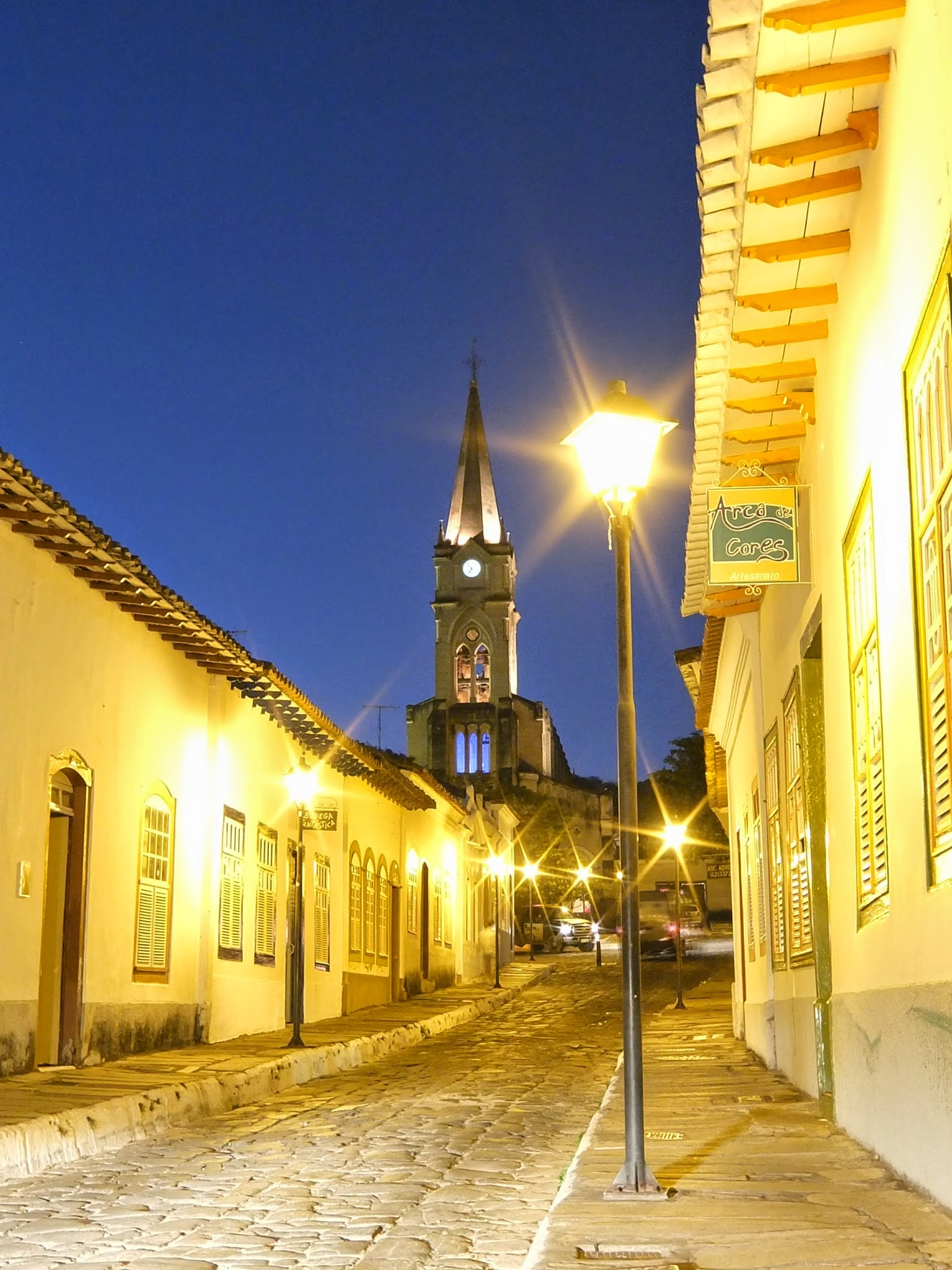
ulice v historickém centru
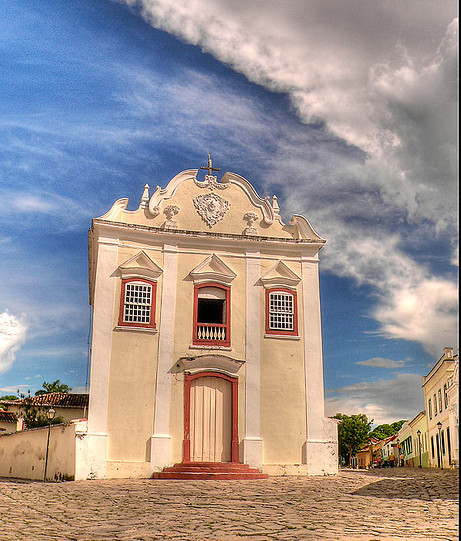
Museu de Arte Sacra
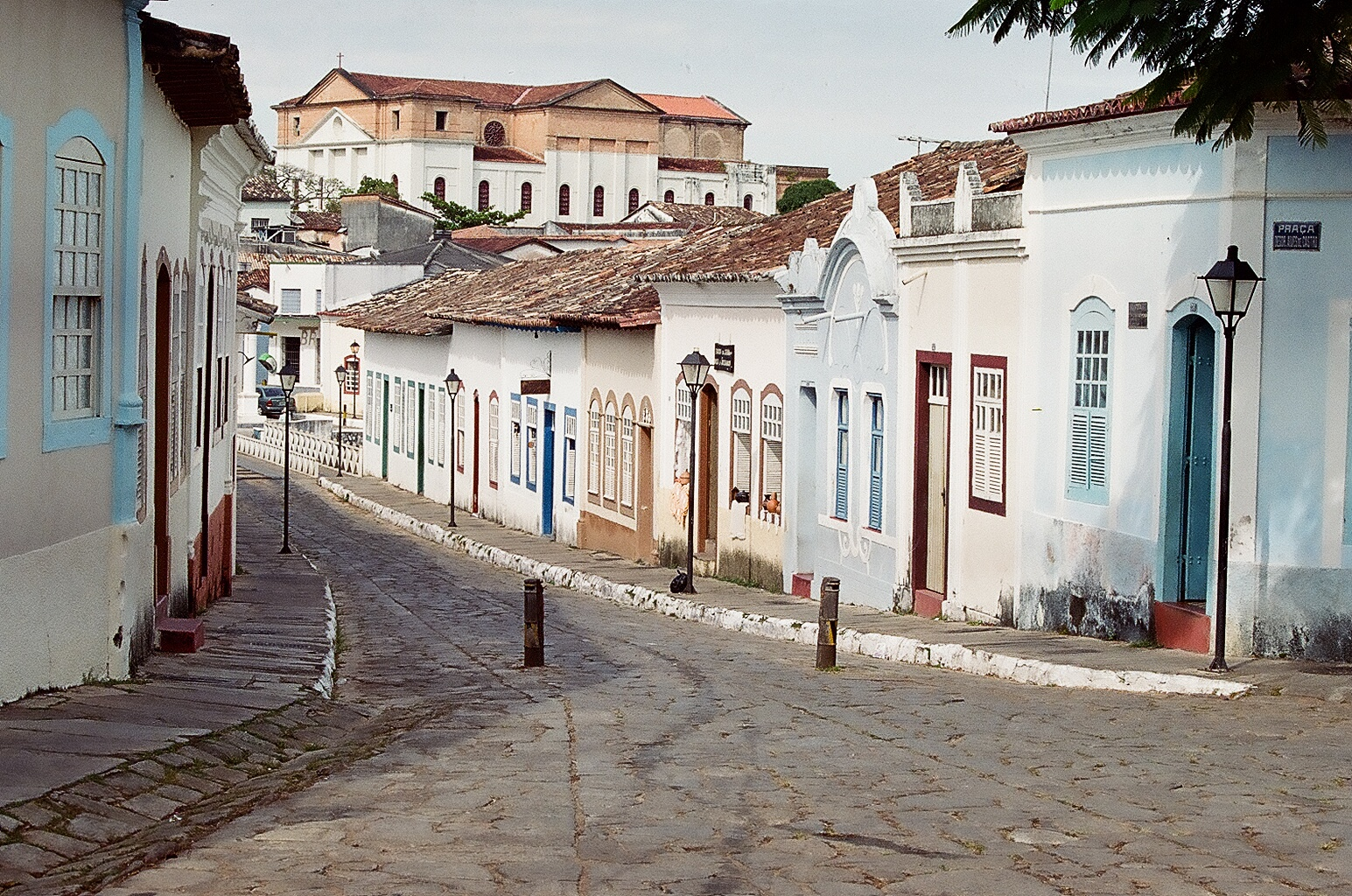
ulice v historickém centru
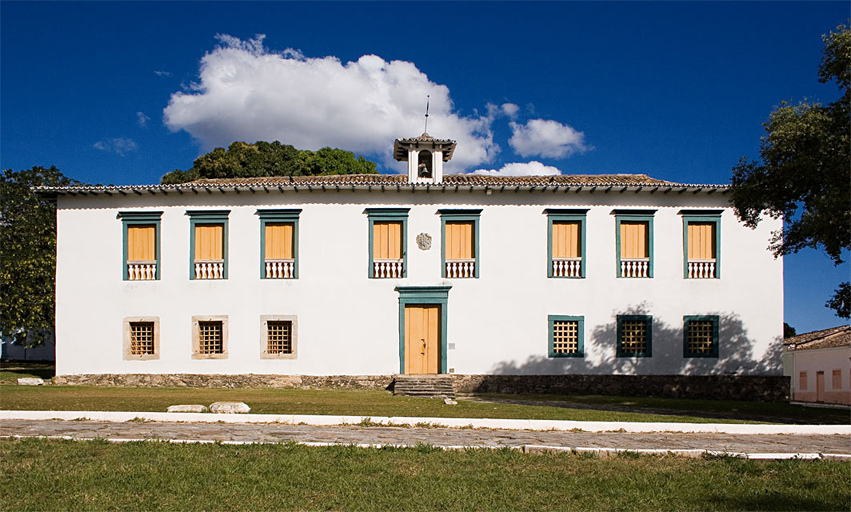
Museu das Bandeiras